# Joshua Malina
Joshua Charles Malina (rođen 17. siječnja 1966.) je američki filmski i kazališni glumac. Vjerojatno je napoznatiji po ulogama Willa Baileyja u televizijskoj seriji Zapadno krilo i Jeremyja Goodwina u televizijskoj seriji Sports Night.

## Osobni život
Malina je rođen u New Yorku. Njegovi su roditelji, Fran i Robert Malina, bili osnivači sinagoge Mladi Izrael u Scarsdaleu. Njegov je otac bio odvjetnik, bankovni investitor i producent na Broadwayu. Joshua je u nekoliko navrata komentirao da premda prezime "Malina" ne zvuči Židovski (većina ljudi prvo pomisli da dolazi iz latinske Amerike), prezime zapravo ima Poljsko podrijetlo i dolazi iz poljske riječi "malina". 
Malina je diplomirao na Yaleu. Svoj prvi glumački debi ostvario je u Broadwayjskoj kazališnoj predstavi Aarona Sorkina Malo dobrih ljudi u kojoj je u početku glumio sporednog lika, ali kasnije jednog od glavnih. Malina je kontaktirao Sorkina na prijedlog svojih roditelja koji su znali da je Sorkin bio razredni kolega njihovih rođaka u srednjoj školi; upravo su ti rođaci nahvalili Malinu Sorkinu koji ga je pozvao na audiciju. U kasnijim intervjuima, Malina se često šalio da je razlog zbog čega je glumio u toliko Sorkinovih filmova i serija taj što ga je jednom spasio od davljenja Heimlichovim zahvatom dok je ovaj jeo sendvič s glumačkom postavom kazališne predstave. Od tada nadalje, Malina je glumio u gotovo svakom Sorkinovom filmu ili televizijskoj seriji (izuzev Rat Charlieja Wilsona, Studio 60 na Sunset Stripu i Društvenoj mreži). 
Malina je oženjen s Melissom Merwin, kostimografkinjom koju je upoznao 1992. godine preko prijateljstva s njezinom sestrom i zetom, Jenny i Timothy Busfieldom; Jenny Busfield je predvidjela njihov zajednički brak dvije godine prije nego što su se njih dvoje uopće upoznali. Oženili su se 1996. godine i imaju dvoje djece: Isabel i Avi. 

## Karijera
Prvi posao Joshue Maline u filmskom svijetu bio je onaj asistenta produkcije u filmu Fletch Lives u kojem je Chevy Chase ponavljao ulogu Fletcha iz istoimene hit komedije. Njegov prvi glumački filmski nastup bio je u filmu Malo dobrih ljudi - uloga se sastojala od pet riječi. U sljedećm filmu, Sorkinovom Američkom predsjedniku, Malina je imao veću ulogu - glumio je asistenta lika Annette Bening. 
Od 1998. do 2000. Malina je glumio Jeremyja Goodwina u Sorkinovoj televizijskoj seriji Sports Night za koju je postao zainteresiran od trenutka kad je pročitao scenarij za prvu epizodu. Lik Goodwina na početku je istraživački analitičar, ali kasnije je promoviran u producenta što je Malini povećalo ulogu. Iako kritički hvaljena, serija nije uspjela privući pozornost velikog dijela publike pa je ukinuta nakon druge sezone. Sam Malina i danas izjavljuje da mu je uloga Jeremyja Goodwina vjerojatno najpoznatija od svih. 
Nakon katastrofalno ocijenjenog filma Imagine That za kojeg su kritičari rekli da su Hank Azaria i Joshua Malina tratili svoje dragocjene talente u tom filmskom kaosu, njegova sljedeća uloga bila je ona Willa Baileyja u televizijskoj seriji Zapadno krilo od 2002. do 2006. godine. Tijekom radnog vijeka provedenog na seriji, Malina je bio glavni šaljivac u glumačkoj postavi. Navodno je u nekoliko navrata premazivao telefone vazelinom i resetirao iPod producenta Alexa Gravesa na kineski jezik. Ukrao je nekoliko tiskanica Bradleyja Whitforda i na prijedlog kolegice Janel Moloney poslao buket ruža za Valentinovo u iznosu od 200 dolara novom kolegi u šestoj sezoni Jimmyju Smitsu koji je uključivao i posebno pismo napisano na Whitfordovoj tiskanici: "Jimmy, pravi si slatkiš. Uživao sam u svakom trenutku kojeg smo proveli zajedno. Budi moj voljeni za Valentinovo." Nakon što je serija Zapadno krilo završila s emitiranjem, Malina je želio dobiti ulogu Dannyja Trippa u novom Sorkinovom televizijskom projektu - Studio 60 na Sunset Stripu - ali je ulogu na kraju dobio Whitford. 
2007. godine Malina je bio jedan od četiri glavna lika kratkotrajne televizijske serije Big Shots koja se prikazivala na ABC-u.
Trenutno je ko-autor i producent televizijske serije Celebrity Poker Showdown. U privatnom životu, Malina je strastveni igrač pokera kojeg je igrao još sa Sorkinom na Broadwayju, a u početku karijere zaradu je trošio na plaćanje stanarine. Također je poznato da je organizirao dugačke poker igre kompletne ekipe koja je radila ispred i iza kamere televizijske serije Sports Night zbog čega je produkcija nekad znala i kasniti. 